# Eurytoma festucae
Eurytoma festucae is een vliesvleugelig insect uit de familie Eurytomidae. De wetenschappelijke naam werd voor het eerst geldig gepubliceerd in 1977 door Zerova.